# Лендзины
Лендзины (пол. Lędziny) — город в Польше, входит в Силезское воеводство, Беруньско-лендзинский повят. Имеет статус городской гмины. Занимает площадь 32 км². Население — 16 006 человек (на 2006 год).
В городе расположена угольная шахта «Земовит», где в декабре 1981 года происходила крупная подземная забастовка противста против военного положения. Столкновение, грозившее трагическими последствиями, предотвратил военный комиссар Ежи Шевелло. С 2001 года Шевелло — почётный гражданин города.

## Города-побратимы
- Уничов, Чехия